# Češko Selo
Češko Selo (srbsko Чешко Село) je naselje v Srbiji, ki upravno spada pod Občino Bela Crkva; slednja pa je del Južnobanatskega upravnega okraja.

## Demografija
V naselju živi 38 polnoletnih prebivalcev, pri čemer je njihova povprečna starost 46,9 let (44,8 pri moških in 49,4 pri ženskah). Naselje ima 16 gospodinjstev, pri čemer je povprečno število članov na gospodinjstvo 2,88.
To naselje je po etnični sestavi, kar pove tudi njegovo ime, v glavnem češko (ok. 85% glede na popis iz leta 2002), a v času zadnjih treh popisov je opazno zmanjšanje števila prebivalcev.
|  |

| Demografija | Demografija     | Demografija     |
| Leto        | Št. prebivalcev | Št. prebivalcev |
| ----------- | --------------- | --------------- |
|             |                 |                 |
|             |                 |                 |
|             |                 |                 |
|             |                 |                 |
| 1948        | 193             |                 |
| 1953        | 179             |                 |
| 1961        | 163             |                 |
| 1971        | 118             |                 |
| 1981        | 86              |                 |
| 1991        | 58              | 58              |
| 2002        | 46              | 46              |
|             |                 |                 |

| Etnična sestava po popisu iz leta 2002 | Etnična sestava po popisu iz leta 2002 | Etnična sestava po popisu iz leta 2002 | Etnična sestava po popisu iz leta 2002 | Etnična sestava po popisu iz leta 2002 |
| -------------------------------------- | -------------------------------------- | -------------------------------------- | -------------------------------------- | -------------------------------------- |
| Čehi                                   | Čehi                                   |                                        | 39                                     | 84,78%                                 |
| Srbi                                   | Srbi                                   |                                        | 6                                      | 13,04%                                 |
| Madžari                                | Madžari                                |                                        | 1                                      | 2,17%                                  |
| Neznano                                | Neznano                                |                                        | 0                                      | 0,0%                                   |